# Charles François de Virot de Sombreuil
Charles François de Virot, marqués de Sombreuil (27 de septiembre de 1720-17 de junio de 1794), fue teniente general durante el Antiguo Régimen y la Revolución francesa.

## Biografía
Nacido en Ensisheim, contrajo matrimonio en Bonnac-la-Côte, Alto Vienne, el 1 de diciembre de 1766 con la hija del marqués de Flottes de l'Eychoisier, Marie-Madeleine (29 de octubre de 1748-1780), con quien tuvo tres hijos: Marie-Maurille de Sombreuil (14 de febrero de 1768-15 de mayo de 1823), Stanislas François Antoine de Virot de Sombreuil (23 de septiembre de 1768-17 de junio de 1794), y Charles Eugène Gabriel de Virot de Sombreuil (11 de julio de 1770-28 de julio de 1795).
Entró al servicio militar como segundo teniente en el regimiento de Montmorin el 16 de julio de 1735, convirtiéndose en teniente el 8 de octubre de 1739, en ayudante mayor el 6 de abril de 1744 y, finalmente, en capitán el 20 de mayo de 1745. Provisto de una compañía el 16 de abril de 1746, fue nombrado caballero de San Luis el 4 de enero de 1752.
Fue nombrado teniente coronel del regimiento de Royal-Corsica el 6 de junio de 1758 y comandante de Algayola el mismo año, cargo que ocupó hasta 1762, siendo elevado al rango de brigadier el 25 de julio de 1762. Dirigió al regimiento de húsares de Bercheny el 4 de marzo de 1767, obteniendo el título de mariscal de campo el 3 de enero de 1770. Fue nombrado comandante de la ciudad de Limoges el 3 de marzo de 1771 y, posteriormente, teniente del rey en Lille el 18 de diciembre de 1776, ocupando dicho cargo hasta diciembre de 1786. Fue nombrado, además, comandante de San Luis el 23 de agosto de 1783.
Nombrado gobernador de Los Inválidos el 16 de diciembre de 1786, no pudo oponerse al saqueo producido en julio de 1789, siendo ascendido a teniente general el 20 de mayo de 1791. Considerado sospechoso de haber participado en la defensa del Palacio de las Tullerías el 10 de agosto de 1792, fue acusado de activismo antirrevolucionario y encarcelado el día 16 en la prisión de la Abadía, donde logró salvar su vida durante las masacres de septiembre gracias a la intervención de su hija, siendo encerrado en Port-Libre el 27 de diciembre de 1793 y en Sainte-Pélagie el 2 de mayo de 1794.
Fue condenado a muerte el 17 de junio de 1794 por el Tribunal Revolucionario de París bajo acusación de complicidad en la conocida como conspiración de las prisiones y en el intento de asesinato de Collot d'Herbois. Obligado a llevar prendas de ropa que lo identificaban como parricida (camisa roja y paño negro sobre cabeza y rostro), murió ejecutado en la guillotina junto con su hijo Stanislas y otros cincuenta y dos condenados en la plaza del Trône-Renversé, siendo su cuerpo arrojado junto con los de los demás condenados a una fosa común en el cementerio de Picpus.